# LP 944-020
LP 944-020 е звезда класифицирана като кафяво джудже, разполежена в съзвездието Пещ на разстояние 20,09 светлинни години от Слънцето.